# Belinda Peregrín Schüll
Pour les articles homonymes, voir Belinda et Schull (homonymie).
Belinda Peregrín Schüll ou simplement Belind (née le 15 août 1989 ou 1992 à Madrid) est une actrice, chanteuse et avant-gardiste de mode pour toutes les filles de pop hispano-mexicaine,.
En 1993, elle est venue s'installer à Mexico où elle réside depuis,. Elle joue et chante principalement sous son prénom de Belinda. Elle a fait une apparition dans la série argentine De tout mon cœur.

## Biographie
Belinda Peregrín Schüll est née le 15 août 1989, à Madrid, en Espagne et vit au Mexique depuis l'âge de 4 ans. Elle est d'ascendance espagnole et française. Elle est la fille d'Ignacio Peregrín et Belinda Schüll Moreno. Elle a fait sa première apparition à la télévision dans le rôle d'Ana Capistrán, héroïne du feuilleton pour enfants Amigos por siempre, après avoir gagné le rôle de coulée, dans un cadre national au Mexique, devant 5000 autres participantes. Belinda est également actrice dans d'autres feuilletons comme "Aventuras el Tiempo" et "Complices coll Rescuate", qu'elle n'a pas pu terminer, elle a été remplacée par l'actrice Daniela Lujan. Elle a également contribué à la sonorisation de ces telenovelas, ce qui lui a valu un Latin Grammy nomination pour "Best Latin Children's Album".
Son album éponyme, "Belinda", est sorti à l'international et est devenu un grand succès à l'international[réf. nécessaire], comme il l'a été au Mexique. Il comprend des singles tels que "Lo siento", "Boba Niña Nice", "Angel", et "Vivir", qui a également été choisi comme thème principal pour Corazones Al Limite. Elle est brièvement apparue dans un autre feuilleton. En 2005, elle a collaboré avec le groupe de rock mexicain "Moderato" sur Muriendo Lento qui est une couverture pour un des Timbiriche de chansons, d'un groupe pop mexicain depuis les années 1980.
En mars 2006, a commencé la production de la suite du film de Disney Channel Les Cheetah Girls, avec Belinda comme actrice. Selon le reste de la distribution, Belinda serait la meilleure actrice hispanique qu'ils aient jamais rencontrée…[non neutre] [réf. nécessaire]
Belinda a sorti son deuxième album intitulé "Utopia" le 3 octobre 2006. Greg Wells a produit et mixé le premier single de son nouvel album, "Ni Freud Ni Tu Mama".[réf. nécessaire].
Belinda a été révélée dans un programme diffusé par Televisa, « Bailando por un Sueño » et « Bailando por la Boda de Tus Sueño », qui voulait que son IME de passer une semaine à Los Angeles enregistrement[incompréhensible]
"Utopia 2" son nouvel album en anglais produit par EMI International sort en Europe et en Amérique du Nord le 25 septembre 2007. Cet album est numéro 3 au top mexicain et a été vendu à plus de 180 000 exemplaires
Elle est également apparue en tant que guest star dans « buskando Timbiriche la Nueva banda ». The Cheetah Girls 2 a été créé le 3 décembre 2006 sur Disney Channel Latino America.
Belinda a enregistré des vidéos pour « Bella Traicion » et « Luz Sin Gravedad » en janvier 2007, publiées en mars de la même année.
Depuis le 31 mars, Belinda a été chané dans le Rockola Coca-Cola tournée vers le Mexique; puis quand  ça a été terminé elle a commencé « Utopia » tournée en Amérique.[pas clair]
Belinda a annoncé qu'elle va commencer officiellement sa tournée pour l'album Utopia à la fin du mois d'août[Quand ?].
Belinda est nommée dans deux catégories en 2007 aux Latin Grammy Awards qui se tiennent le 8 novembre : dans la catégorie Chanson de l'Année pour Bella Tracion et dans la catégorie Best Female Pop Album pour son album Utopia. Le 18 octobre 2007, Belinda remporte deux prix lors des MTV Video Music Awards Latinoamericanos : celui de la vidéo de l'année pour Bella Traicion et celui de meilleure artiste solo.[réf. nécessaire]

## Discographie
Note : TBD signifie to be defined, soit « pas encore défini ».

### Albums
Belinda
- Année : 5 août 2003
- Label : BMG
- Mexicain Ventes : 375000 +
- World Ventes : 2,1 millions +
- RIAA Certification : Or (100000 +)
- Certifications: 4x Platinum & 2x Gold  (MEX) Platine  (Amérique centrale) 2x Platinum & Gold  (ARG) Or  (VEN) Or  (États-Unis) Or  (P. RICO) Or  (CH) Or  (COL) Or  (PE)

Belinda Total
- Année : 2006
- Label : SONY BMG
- Mexicain Ventes : TBD
- World Sales : TBD
- RIAA Certification : TBD
- Certifications : TBD
- Peak tableau des positions : TBD

Utopía
- Année : 3 octobre 2006
- Label : EMI Televisa Music
- Mexicain Ventes : 230000 +
- World Ventes : 1,1 million +
- RIAA Certification : Or (100000 +)
- Certifications : Platinum & Gold  (MEX) Gol  d  (PER) Platine et Or (ARG)  Les Gold (VE) Or (COL)
- Peak tableau des positions :
  - # 1  (PER)
  - # 1  (ARG)
  - # 1  (VE)
  - # 1  (COL)

Utopia 2
- Année : 25 septembre 2007
- Label : EMI Televisa Music
- Mexicain vente : TBD
- World Sales : TBD
- RIAA Certification : TBD
- Certifications : TBD
- Peak tableau des positions : TBD

 Utopía Internacional 
- Année : 2008
- Label : EMI Televisa Music
- Mexicain Ventes : TBD
- World Sales : TBD
- RIAA Certification : TBD
- Certifications : TBD
- Peak tableau des positions : TBD

## Single
| 2003 | "Lo Siento"                       | Belinda                        | 1  | 1  | 1  | -  | -  | -  |
| 2004 | "Boba Niña Nice"                  | Belinda                        | 17 | 13 | -  | -  | -  | -  |
| 2004 | "Ángel"                           | Belinda                        | 1  | 1  | 6  | -  | -  | -  |
| 2004 | "Vivir"                           | Belinda                        | 1  | 6  | -  | 14 | -  | -  |
| 2004 | "No Entiendo" (with Andy & Lucas) | Belinda                        | 15 | 4  | 1  | -  | -  | -  |
| 2005 | "Be Free"                         | Belinda                        | 3  | -  | 30 | -  | -  | -  |
| 2005 | "Muriendo Lento" (with Moderatto) | Detector de Metal              | 1  | -  | -  | -  | -  | -  |
| 2006 | "Ni Freud Ni Tu Mamá"             | Utopía                         | 3  | 99 | -  | 30 | 3  | -  |
| 2007 | "Bella Traición"                  | Utopía                         | 7  | 1  | 2  | 14 | 12 | -  |
| 2007 | "Luz Sin Gravedad"                | Utopía                         | 1  | -  | 5  | -  | 12 | 55 |
| 2007 | "Alguien Más"                     | Utopía                         |    | -  |    | -  |    |    |
| 2007 | Es De Verdad                      | Utopia2 version E.U.           | -  | -  | -  | -  | 19 | -  |
| 2007 | "If we were"                      | Utopia Internacional / Utopia2 | -  | -  | -  | -  | -  | -  |

### Soundtracks
- Amigos X Siempre
- Aventuras En El Tiempo
- Aventuras En El Tiempo En Vivo
- Mariana: Cómplices Al Rescate
- Silvana: Cómplices Al Rescate
- Corazones Al Límite
- The Cheetah Girls 2
- Muchachitas como tú
- Patito Feo - La Historia Más Linda fr el Teatro

### Compilations
- Belinda Total

### Autres albums
- Navidad Con Amigos 2006
- Navidad Con Amigos 2007

## Filmographie
- 2000 : Amigos por siempre.
- 2001 : Aventuras en el tiempo.
- 2002 : Cómplices al rescate.
- 2004 : Corazones al límite
- 2004 : Bakán.
- 2006 : De tout mon cœur.
- 2006 : Les Cheetah Girls 2.
- 2008 : La Légende de Despereaux.
- 2009 : Camaleones.
- 2013 : Tad l'explorateur : À la recherche de la cité perdue.
- 2016 : Les Trolls (film).
- 2017 : Baywatch : Alerte à Malibu.
- 2022 : Bienvenidos a Edén.

## Vidéographie
- 2003 : Lo Siento
- 2004 : Boba Niña Nice
- 2004 : Ángel
- 2004 : Vivir
- 2005 : No Entiendo (avec Andy y Lucas)
- 2005 : Be Free
- 2005 : Muriendo Lento (avec Moderatto)
- 2006 : Dance With Me de Drew Seeley avec Belinda
- 2006 : Why Wait
- 2006 : Rodolfo El Reno
- 2006 : Ni Freud Ni Tu Mamá
- 2007 : Bella Traición
- 2007 : Luz Sin Gravedad
- 2007 : If We Were
- 2008 : Alguien Más
- 2008 : Es de Verdad
- 2010 : Egoista (Pittbull)
- 2019 : Amor a primera vista, (Los Ángeles Azules, Lalo Ebratt et Horacio Palencia).

## Distinctions
2003
- Latin Grammy Awards - Best Children's Album [Cómplices Al Rescate] – Nominated
- Premios Tu Musica [Puerto Rico] - Revelation of the Year – Won

2004
- MTV Video Music Awards Latinoamerica - Best New Artist – Won
- MTV Video Music Awards Latinoamerica - Best Artist North – Nominated
- Oye Awards - Best Pop Singer – Won
- Oye Awards - Album of the Year [Belinda] – Nominated
- Oye Awards - Video of the Year [Ángel] – Nominated
- Billboard Awards - Album of the Year: Pop Category – Nominated

2005
- MTV Video Music Awards Latinoamerica - Best Pop Artist – Nominated
- MTV Video Music Awards Latinoamerica - Best Female Artist – Nominated
- Oye Awards - Video of the Year [Muriendo Lento] – Won

2007
- Lo Nuestro Awards - Video of the Year – Nominated
- Juventud Awards - Favorite Rock Artist – Nominated
- Orgullosamente Latino Awards - Latin Solo of the Year - – Nominated
- Orgullosamente Latino Awards - Latin Video of the Year – Nominated
- Orgullosamente Latino Awards - Latin Album of the Year – Nominated
- Orgullosamente Latino Awards - Latin Song of the Year –  Nominated
- Oye Awards - Best Female Solo Singer – Won
- Oye Awards - Best Basic 40 – Nominated
- Latin Grammy Awards - Song of the Year (Bella Traición) – Nominated
- Latin Grammy Awards - Best Female Pop Album – Nominated
- MTV Video Music Awards Latinoamerica - Best Solo Artist – Won
- MTV Video Music Awards Latinoamerica - Best Pop Artist – Nominated
- MTV Video Music Awards Latinoamerica - Best Artist North – Nominated
- MTV Video Music Awards Latinoamerica - Video of the Year (Bella Traición) – Won
- MTV Video Music Awards Latinoamerica - Fashionista – Nominated
- MTV Video Music Awards Latinoamerica - Artist of the Year – Nominated
- Latin Music and Sports Awards - Best Artist New Generation of the Year – Won
- Premios Principales España - Best Artist International – Nominated
- Premios Principales España - Best Artist Mexico – Nominated
- Mi TRL Awards - CHICA OF THE YEAR (Female of the year) – Nominated
- Mi TRL Awards -  “YOU COMPLETE ME” AWARD (CO-HOST OF THE YEAR) – Nominated
- Mi TRL Awards -  “SHOULD HAVE DVR’D IT” AWARD (SURPRISING MOMENT) – Nominated